# Eileen Atkins
Eileen June Atkins (Londres, 16 de junio de 1934) es una actriz británica de teatro, cine y televisión.
Graduada en el Guildhall School of Music and Drama, ha recibido diversos reconocimientos en el ámbito teatral, entre ellos el Premio Laurence Olivier en la categoría mejor actriz de reparto por Cymbeline, The Winter's Tale y Mountain Language estrenadas en el Royal National Theatre en el año 1988 y a la mejor actriz por su rol en la obra An Unexpected Man en 1999 y su rol en la obra Honour en 2004; así como otras cuatro nominaciones al mismo galardón en diversas categorías en 1978, 1981, 1992 y 1997. Además, ha recibido cuatro nominaciones al Premio Tony en 1967, 1972, 1995 y 2004.
En televisión, recibió un Premio Emmy a la mejor actriz de reparto en miniserie o telefilme por Cranford en 2008, cuyo rol también le permitió recibir un Premio BAFTA TV a la mejor actriz de televisión el mismo año y una nominación al Globo de Oro a la mejor actriz de reparto de serie, miniserie o telefilme.

## Filmografía

### Películas
| Año  | Título                      | Rol                  |
| ---- | --------------------------- | -------------------- |
| 1968 | Inadmissible Evidence       | Shirley              |
| 1975 | I Don't Want to Be Born     | Hermana Albana       |
| 1977 | Equus                       | Hester Saloman       |
| 1983 | The Dresser                 | Madge                |
| 1991 | Let Him Have It             | Lilian Bentley       |
| 1994 | Lobo                        | Mary                 |
| 1995 | Jack and Sarah              | Phil                 |
| 1995 | Cold Comfort Farm           | Judith               |
| 1998 | Los vengadores              | Alice                |
| 1999 | Women Talking Dirty         | Emily Boyle          |
| 2001 | Gosford Park                | Mrs. Croft           |
| 2002 | Las horas                   | Barbara              |
| 2003 | Cold Mountain               | Maddy                |
| 2003 | What a Girl Wants           | Jocelyn Dashwood     |
| 2004 | Vanity Fair                 | Miss Matilda Crawley |
| 2004 | The Queen of Sheba's Pearls | School matron        |
| 2005 | The Feast of the Goat       | Aunt Adelina         |
| 2006 | Ask the Dust                | Mrs. Hargraves       |
| 2006 | Scenes of a Sexual Nature   | Iris                 |
| 2007 | Evening                     | Enfermera            |
| 2008 | Last Chance Harvey          | Maggie               |
| 2010 | Robin Hood                  | Leonor de Aquitania  |
| 2010 | Wild Target                 | Louisa Maynard       |
| 2012 | The Scapegoat               | Lady Spence          |
| 2013 | Hermosas criaturas          | Abuela               |
| 2014 | Magic in the Moonlight      | Tía Vanessa          |
| 2017 | Paddington 2                | Madame Kozlova       |

### Series de televisión
| Año  | Título          | Personaje       | Notas       |
| ---- | --------------- | --------------- | ----------- |
| 2007 | Waking the Dead | Abigail Dusniak | 2 episodios |
| 2016 | The Crown       | Maria de Teck   | 5 episodios |

## Premios y nominaciones
| Año  | Premio                  | Categoría                                               | Trabajo                                                                                               | Resultado | refs   |
| ---- | ----------------------- | ------------------------------------------------------- | --- | --------- | ------ |
| 1967 | Premio Tony             | Mejor actriz de reparto en una obra de teatro           | The Killing of Sister George                                                                          | Nominada  | [ 11 ] |
| 1970 | Premio BAFTA TV         | Mejor actriz de televisión                              | The Heiress (BBC Play of the Month) Double Bill (The Wednesday Play) The Letter (W. Somerset Maugham) | Nominada  | [ 17 ] |
| 1972 | Premio Drama Desk       | Actuación destacada                                     | Vivat! Vivat! Regina!                                                                                 | Ganadora  | [ 18 ] |
| 1972 | Premio Tony             | Mejor actriz en una obra de teatro                      | Vivat! Vivat! Regina!                                                                                 | Nominada  | [ 12 ] |
| 1978 | Premio Drama Desk       | Mejor actriz en una obra de teatro                      | The Night of the Tribades                                                                             | Ganadora  | [ 19 ] |
| 1978 | Premio Laurence Olivier | Mejor actriz en un revival                              | Twelfth Night                                                                                         | Nominada  | [ 7 ]  |
| 1981 | Premio Laurence Olivier | Mejor actriz en una obra de teatro nueva                | Passion Play                                                                                          | Nominada  | [ 8 ]  |
| 1983 | BAFTA                   | Mejor actriz de reparto                                 | The Dresser                                                                                           | Nominada  | [ 20 ] |
| 1988 | Premio Laurence Olivier | Mejor actuación de reparto                              | Cymbeline The Winter's Tale Mountain Language                                                         | Ganadora  | [ 5 ]  |
| 1991 | Premio Drama Desk       | Mejor monólogo                                          | A Room of One's Own                                                                                   | Ganadora  | [ 21 ] |
| 1992 | Premio Laurence Olivier | Mejor actriz de reparto                                 | The Night of the Iguana                                                                               | Nominada  | [ 9 ]  |
| 1995 | Premio Tony             | Mejor actriz en una obra de teatro                      | Indiscretions                                                                                         | Nominada  | [ 13 ] |
| 1995 | Premio Drama Desk       | Premio honorífico                                       | Indiscretions                                                                                         | Ganadora  | [ 22 ] |
| 1997 | Premio Laurence Olivier | Mejor actriz                                            | John Gabriel Borkman                                                                                  | Nominada  | [ 10 ] |
| 2001 | Premio Drama Desk       | Mejor actriz en una obra de teatro                      | The Unexpected Man                                                                                    | Nominada  | [ 23 ] |
| 1999 | Premio Laurence Olivier | Mejor actriz                                            | An Unexpected Man                                                                                     | Ganadora  | [ 3 ]  |
| 2001 | Screen Actors Guild     | Mejor reparto                                           | Gosford Park                                                                                          | Ganadora  |        |
| 2004 | Premio Laurence Olivier | Mejor actriz                                            | Honour                                                                                                | Ganadora  | [ 4 ]  |
| 2004 | Premio Drama Desk       | Mejor actriz en una obra de teatro                      | The Retreat From Moscow                                                                               | Nominada  | [ 24 ] |
| 2004 | Premio Tony             | Mejor actriz en una obra de teatro                      | The Retreat From Moscow                                                                               | Nominada  | [ 14 ] |
| 2008 | Premio BAFTA TV         | Mejor actriz de televisión                              | Cranford                                                                                              | Ganadora  | [ 1 ]  |
| 2008 | Premio Emmy             | Mejor actriz de reparto - Miniserie o telefilme         | Cranford                                                                                              | Ganadora  | [ 2 ]  |
| 2008 | Globo de Oro            | Mejor actriz de reparto de serie, miniserie o telefilme | Cranford                                                                                              | Nominada  | [ 15 ] |
| 2011 | Premio Emmy             | Mejor actriz de reparto - Miniserie o telefilme         | Upstairs Downstairs                                                                                   | Nominada  | [ 25 ] |